# Hípica als Jocs Olímpics d'estiu de 1912 - Concurs complet individual
El concurs complet individual va ser una de les cinc proves d'hípica que es van disputar als Jocs Olímpics d'Estiu de 1912, a Estocolm. Aquesta va ser la primera vegada que es disputava aquesta prova.
La competició es va disputar del dissabte 13 al dimecres 17 de juliol de 1912, amb un dia de descans després de les dues primeres proves.
Es permetia un màxim de quatre genets per nació i sempre emprant el mateix cavall.

## Medallistes
| Or                                    | Plata                                   | Bronze                        |
| Axel Nordlander (SWE) amb Lady Artist | Friedrich von Rochow (GER) amb Idealist | Jean Cariou (FRA) amb Cocotte |

## Resultats
The start and finish were both on the grounds of the Field Riding Club. In consequence of the hot weather prevailing, the ground was very hard. All the competitors were previously shown the course, which was marked with red flags. In addition to this, a map of the course and definite instructions were given by the guides to the competitors.

### 1a Prova
Dissabte 13 de juliol. Cursa de Cross Country de 55 km. Els genets, que surten amb intervals de cinc minuts, disposen de 4 hores per recórrer la distància. Jean Cariou estableix el millor temps. Un genet té una penalització per superar en 40" el temps màxim establert i un altre es retira.
| Pos. | Genet / Cavall                             | Temps    | Punts |
| ---- | ------------------------------------------ | -------- | ----- |
| 1    | Jacques Cariou amb Cocotte                 | 3h35'31" | 10,00 |
| 2    | Pierre Dufour d'Astafort amb Castibalza    | 3h42'22" | 10,00 |
| 3    | Emmanuel de Blommaert de Soye amb Clonmore | 3h44'08" | 10,00 |
| 4    | Eduard von Lütcken amb Blue Boy            | 3h44'12" | 10,00 |
| 5    | Paul Covert amb La Sioute                  | 3h45'31" | 10,00 |
| 6    | Guy Reyntiens amb Beau Soleil              | 3h48'41" | 10,00 |
| 7    | Axel Nordlander amb Lady Artist            | 3h49'09" | 10,00 |
| 8    | Herbert Scott amb Whisper II               | 3h49'48" | 10,00 |
| 9    | Ben Lear amb Poppy                         | 3h50'34" | 10,00 |
| 10   | Ephraim Graham amb Connie                  | 3h51'06" | 10,00 |
| 11   | Carl von Moers amb May-Queen               | 3h51'30" | 10,00 |
| 12   | Ernest Meyer amb Allons-y                  | 3h51'47" | 10,00 |
| 13   | Ernst Casparsson amb Irmelin               | 3h52'41" | 10,00 |
| 14   | Richard von Schaesberg amb Grundsee        | 3h52'59" | 10,00 |
| 15   | Nils Adlercreutz amb Atout                 | 3h53'30" | 10,00 |
| 16   | Bryan Lawrence amb Patrick                 | 3h53'48" | 10,00 |
| 17   | Edward Nash amb The Flea                   | 3h55'28" | 10,00 |
| 18   | Carl Adolph Kraft amb Gorm                 | 3h55'38" | 10,00 |
| 19   | Henric Horn af Åminne amb Omen             | 3h55'56" | 10,00 |
| 20   | Guy Henry amb Chiswell                     | 3h56'19" | 10,00 |
| 21   | John Montgomery amb Deceive                | 3h56'39" | 10,00 |
| 22   | Friedrich von Rochow amb Idealist          | 3h58'41" | 10,00 |
| 23   | Frode Kirkebjerg amb Dibbe-Libbe           | 3h58'50" | 10,00 |
| 24   | Gaston de Trannoy amb Capricieux           | 3h59'05" | 10,00 |
| 25   | Paul Kenna amb Harmony                     | 3h59'25" | 10,00 |
| 26   | Gaston Seigner amb Dignité                 | 4h00'40" | 9,00  |
| -    | Carl Høst Saunte amb Streg                 | DNF      | DNF   |

### 2a Prova
Dissabte 13 de juliol. Cursa de Cros Country de 5 km, amb un temps màxim de 15 minuts. Els obstacles a superar consistien principalment en tanques, rases o rierols de poca dificultat, però la calor era extrema. Cap genet va superar el temps màxim establert, però tres d'ells foren desqualificats per seguir un recorregut erroni.
| Pos. | Genet / Cavall                             | Temps  | Penalitzacions | Punts |
| ---- | ------------------------------------------ | ------ | -------------- | ----- |
| 1    | Herbert Scott amb Whisper II               | 8'44"  | 0              | 10,00 |
| 2    | Friedrich von Rochow amb Idealist          | 9'02"  | 0              | 10,00 |
| 3    | Richard von Schaesberg amb Grundsee        | 9'11"  | 0              | 10,00 |
| 4    | Henric Horn af Åminne amb Omen             | 9'23"  | 0              | 10,00 |
| 5    | Eduard von Lütcken amb Blue Boy            | 9'25"  | 0              | 10,00 |
| 6    | Axel Nordlander amb Lady Artist            | 9'37"  | 0              | 10,00 |
| 7    | Ernest Meyer amb Allons-y                  | 9'43"  | 0              | 10,00 |
| 8    | Carl Adolph Kraft amb Gorm                 | 10'18" | 0              | 10,00 |
| 9    | Jacques Cariou amb Cocotte                 | 10'33" | 0              | 10,00 |
| 10   | Carl von Moers amb May-Queen               | 11'00" | 0              | 10,00 |
| 11   | John Montgomery amb Deceive                | 11'01" | 0              | 10,00 |
| 12   | Ben Lear amb Poppy                         | 11'23" | 0              | 10,00 |
| 13   | Paul Kenna amb Harmony                     | 11'28" | 0              | 10,00 |
| 14   | Bryan Lawrence amb Patrick                 | 9'08"  | 2              | 9,85  |
| 15   | Paul Covert amb La Sioute                  | 9'12"  | 2              | 9,85  |
| 16   | Nils Adlercreutz amb Atout                 | 10'28" | 2              | 9,85  |
| 17   | Edward Nash amb The Flea                   | 10'15" | 4              | 9,69  |
| 18   | Gaston de Trannoy amb Capricieux           | 11'29" | 4              | 9,69  |
| 19   | Ernst Casparsson amb Irmelin               | 10'10" | 5              | 9,62  |
| 20   | Ephraim Graham amb Connie                  | 11'20" | 5              | 9,62  |
| 21   | Guy Henry amb Chiswell                     | 10'22" | 7              | 9,46  |
| 22   | Gaston Seigner amb Dignité                 | 11'03" | 10             | 9,23  |
| 23   | Frode Kirkebjerg amb Dibbe-Libbe           | 10'08" | 56             | 5,69  |
| -    | Pierre Dufour d'Astafort amb Castibalza    | DQ     | DQ             | DQ    |
| -    | Emmanuel de Blommaert de Soye amb Clonmore | DQ     | DQ             | DQ    |
| -    | Guy Reyntiens amb Beau Soleil              | DQ     | DQ             | DQ    |

### 3a Prova
Dilluns 15 de juliol. Carrera d'obstacles a la seu de a Lindarängen. El recorregut era de 3.500 metres i es disposaven 5 minuts i 50 segons per fer-la. Es penalitzava tant per temps com per tirar els obstacles, tot i que cap genet va tirar els obstacles. Tres genets foren penalitzats per superar el temps màxim assignat, a raó de dos punts per segon. Un genet no va començar i un altre va ser desqualificat per seguir un camí equivocat. Bryan Lawrence hagué d'abandonar després de caure en una rasa coberta d'herba fora del recorregut. L'accident que li provocà una lleugera commoció cerebral, de la qual es va recuperar.
| Pos. | Genet / Cavall                      | Temps | Penalitzacions | Punts |
| ---- | ----------------------------------- | ----- | -------------- | ----- |
| 1    | Axel Nordlander amb Lady Artist     | 5'19" | 0              | 10,00 |
| 2    | Ernst Casparsson amb Irmelin        | 5'22" | 0              | 10,00 |
| 2    | Friedrich von Rochow amb Idealist   | 5'22" | 0              | 10,00 |
| 4    | Frode Kirkebjerg amb Dibbe-Libbe    | 5'25" | 0              | 10,00 |
| 5    | Eduard von Lütcken amb Blue Boy     | 5'30" | 0              | 10,00 |
| 6    | Gaston de Trannoy amb Capricieux    | 5'31" | 0              | 10,00 |
| 7    | Nils Adlercreutz amb Atout          | 5'36" | 0              | 10,00 |
| 8    | Paul Covert amb La Sioute           | 5'37" | 0              | 10,00 |
| 8    | Ernest Meyer amb Allons-y           | 5'37" | 0              | 10,00 |
| 10   | Richard von Schaesberg amb Grundsee | 5'38" | 0              | 10,00 |
| 11   | Henric Horn af Åminne amb Omen      | 5'40" | 0              | 10,00 |
| 11   | John Montgomery amb Deceive         | 5'40" | 0              | 10,00 |
| 11   | Gaston Seigner amb Dignité          | 5'40" | 0              | 10,00 |
| 14   | Ben Lear amb Poppy                  | 5'41" | 0              | 10,00 |
| 15   | Jacques Cariou amb Cocotte          | 5'45" | 0              | 10,00 |
| 15   | Ephraim Graham amb Connie           | 5'45" | 0              | 10,00 |
| 17   | Guy Henry amb Chiswell              | 5'46" | 0              | 10,00 |
| 18   | Paul Kenna amb Harmony              | 5'53" | 6              | 9,40  |
| 19   | Edward Nash amb The Flea            | 5'58" | 16             | 8,40  |
| 20   | Carl von Moers amb May-Queen        | 5'59" | 18             | 8,20  |
| -    | Herbert Scott amb Whisper II        | DNF   | DNF            | DNF   |
| -    | Bryan Lawrence amb Patrick          | DNF   | DNF            | DNF   |
| -    | Carl Adolph Kraft amb Gorm          | DNS   | DNS            | DNS   |

### 4a Prova
Dimarts 16 de juliol. La quarta prova consistia en una cursa de salts d'obstacles i va tenir lloc a l'Estadi Olímpic d'Estocolm, adaptat per a l'ocasió. Es van situar 15 obstacles de petites dimensions i en menor quantitat que en les proves de salts. Els genets disposaven de 2 minuts i 45 segons per realitzar el recorregut. Es penalitzava tant per temps com per tirar els obstacles. Un genet no va començar i dos més foren desqualificats.
| Pos. | Genet / Cavall                      | Temps  | Penalitzacions | Penalitzacions | Punts Prova | Punts |
| Pos. | Genet / Cavall                      | Temps  | Temps          | Salts          | Punts Prova | Punts |
| ---- | ----------------------------------- | ------ | -------------- | -------------- | ----------- | ----- |
| 1    | Ernst Casparsson amb Irmelin        | 2'44,4 | 0              | 5              | 145         | 9,67  |
| 2    | Friedrich von Rochow amb Idealist   | 2'44,0 | 0              | 7              | 143         | 9,53  |
| 2    | Ernest Meyer amb Allons-y           | 2'47,0 | 2              | 5              | 143         | 9,53  |
| 4    | Ephraim Graham amb Connie           | 2'33,6 | 0              | 9              | 141         | 9,40  |
| 4    | Richard von Schaesberg amb Grundsee | 2'43,8 | 0              | 9              | 141         | 9,40  |
| 4    | John Montgomery amb Deceive         | 2'47,4 | 2              | 7              | 141         | 9,40  |
| 7    | Gaston Seigner amb Dignité          | 2'51,0 | 4              | 6              | 140         | 9,33  |
| 8    | Eduard von Lütcken amb Blue Boy     | 2'44,0 | 0              | 11             | 139         | 9,27  |
| 9    | Guy Henry amb Chiswell              | 2'33,8 | 0              | 13             | 137         | 9,13  |
| 10   | Ben Lear amb Poppy                  | 2'55,2 | 6              | 8              | 136         | 9,07  |
| 11   | Nils Adlercreutz amb Atout          | 2'42,0 | 0              | 15             | 135         | 9,00  |
| 12   | Axel Nordlander amb Lady Artist     | 2'46,0 | 2              | 14             | 134         | 8,93  |
| 13   | Paul Kenna amb Harmony              | 3'20,0 | 14             | 4              | 132         | 8,80  |
| 14   | Carl von Moers amb May-Queen        | 2'48,0 | 2              | 18             | 130         | 8,67  |
| 15   | Jacques Cariou amb Cocotte          | 3'16,0 | 14             | 7              | 129         | 8,60  |
| 16   | Gaston de Trannoy amb Capricieux    | 3'12,4 | 12             | 10             | 128         | 8,53  |
| 17   | Paul Covert amb La Sioute           | 3'17,0 | 14             | 11             | 125         | 8,33  |
| 18   | Henric Horn af Åminne amb Omen      | 2'49,4 | 2              | 24             | 124         | 8,27  |
| 19   | Edward Nash amb The Flea            | 3'14,0 | 12             | 15             | 123         | 8,20  |
| -    | Frode Kirkebjerg amb Dibbe-Libbe    |        | DNS            |                |             |       |

### 5a Prova
Dimecres 17 de juliol. La cinquena i darrera prova consistí en la doma clàssica. La prova va tenir lloc a l'Estadi Olímpic d'Estocolm.
| Pos. | Cavall / genet                      | Valoració | Punts |
| ---- | ----------------------------------- | --------- | ----- |
| 1    | Jacques Cariou amb Cocotte          | 594,2     | 7,72  |
| 2    | Axel Nordlander amb Lady Artist     | 590,0     | 7,66  |
| 3    | Gaston Seigner amb Dignité          | 584,2     | 7,59  |
| 4    | Henric Horn af Åminne amb Omen      | 583,8     | 7,58  |
| 5    | Carl von Moers amb May-Queen        | 582,5     | 7,56  |
| 6    | Nils Adlercreutz amb Atout          | 574,2     | 7,46  |
| 7    | Guy Henry amb Chiswell              | 535,5     | 6,95  |
| 8    | Friedrich von Rochow amb Idealist   | 530,7     | 6,89  |
| 9    | Ernst Casparsson amb Irmelin        | 529,0     | 6,87  |
| 10   | Ben Lear amb Poppy                  | 527,0     | 6,84  |
| 11   | Richard von Schaesberg amb Grundsee | 520,5     | 6,76  |
| 12   | Eduard von Lütcken amb Blue Boy     | 510,5     | 6,63  |
| 13   | John Montgomery amb Deceive         | 499,0     | 6,48  |
| 14   | Ephraim Graham amb Connie           | 483,5     | 6,28  |
| 15   | Ernest Meyer amb Allons-y           | 444,0     | 5,77  |
| 16   | Paul Covert amb La Sioute           | DNS       |       |
| 17   | Edward Nash amb The Flea            | DNS       |       |
| 18   | Paul Kenna amb Harmony              | DNS       |       |
| 19   | Gaston de Trannoy amb Capricieux    | DNS       |       |

## Classificació final
| Pos. | Binomio                       | Binomio     | Nació        | Punts | 1a Prova | 2a Prova | 3a Prova | 4a prova | 5a Prova |
| Pos. | Genet                         | Cavall      | Nació        | Punts | 1a Prova | 2a Prova | 3a Prova | 4a prova | 5a Prova |
| ---- | ----------------------------- | ----------- | ------------ | ----- | -------- | -------- | -------- | -------- | -------- |
| 1    | Axel Nordlander               | Lady Artist | Suècia       | 46,59 | 10,00    | 10,00    | 10,00    | 8,93     | 7,66     |
| 2    | Friedrich von Rochow          | Idealist    | Alemanya     | 46,42 | 10,00    | 10,00    | 10,00    | 9,53     | 6,89     |
| 3    | Jacques Cariou                | Cocotte     | França       | 46,32 | 10,00    | 10,00    | 10,00    | 8,60     | 7,72     |
| 4    | Nils Adlercreutz              | Atout       | Suècia       | 46,31 | 10,00    | 9,85     | 10,00    | 9,00     | 7,46     |
| 5    | Ernst Casparsson              | Irmelin     | Suècia       | 46,16 | 10,00    | 9,62     | 10,00    | 9,67     | 6,87     |
| 5    | Richard von Schaesberg        | Grundsee    | Alemanya     | 46,16 | 10,00    | 10,00    | 10,00    | 9,40     | 6,76     |
| 7    | Ben Lear                      | Poppy       | Estats Units | 45,91 | 10,00    | 10,00    | 10,00    | 9,07     | 6,84     |
| 8    | Eduard von Lütcken            | Blue Boy    | Alemanya     | 45,90 | 10,00    | 10,00    | 10,00    | 9,27     | 6,63     |
| 9    | John Montgomery               | Deceive     | Estats Units | 45,88 | 10,00    | 10,00    | 10,00    | 9,40     | 6,48     |
| 10   | Henric Horn af Åminne         | Omen        | Suècia       | 45,85 | 10,00    | 10,00    | 10,00    | 8,27     | 7,58     |
| 11   | Guy Henry                     | Chiswell    | Estats Units | 45,54 | 10,00    | 9,46     | 10,00    | 9,13     | 6,95     |
| 12   | Ernest Meyer                  | Allons-y    | França       | 45,30 | 10,00    | 10,00    | 10,00    | 9,53     | 5,77     |
| 12   | Ephraim Graham                | Connie      | Estats Units | 45,30 | 10,00    | 9,62     | 10,00    | 9,40     | 6,28     |
| 14   | Gaston Seigner                | Dignité     | França       | 45,15 | 9,00     | 9,23     | 10,00    | 9,33     | 7,59     |
| 15   | Carl von Moers                | May-Queen   | Alemanya     | 44,43 | 10,00    | 10,00    | 8,20     | 8,67     | 7,56     |
| -    | Gaston de Trannoy             | Capricieux  | Bèlgica      | DNF   | 10,00    | 9,69     | 10,00    | 8,53     | DNS      |
| -    | Paul Kenna                    | Harmony     | Regne Unit   | DNF   | 10,00    | 10,00    | 9,40     | 8,80     | DNS      |
| -    | Paul Covert                   | La Sioute   | Bèlgica      | DNF   | 10,00    | 9,85     | 10,00    | 8,33     | DNS      |
| -    | Edward Nash                   | The Flea    | Regne Unit   | DNF   | 10,00    | 9,69     | 8,40     | 8,20     | DNS      |
| -    | Frode Kirkebjerg              | Dibbe-Libbe | Dinamarca    | DNF   | 10,00    | 5,69     | 10,00    | DNS      |          |
| -    | Carl Adolph Kraft             | Gorm        | Dinamarca    | DNF   | 10,00    | 10,00    | DNS      |          |          |
| -    | Herbert Scott                 | Whisper II  | Regne Unit   | DNF   | 10,00    | 10,00    | DNF      |          |          |
| -    | Bryan Lawrence                | Patrick     | Regne Unit   | DNF   | 10,00    | 9,85     | DNF      |          |          |
| -    | Emmanuel de Blommaert de Soye | Clonmore    | Bèlgica      | DNF   | 10,00    | DQ       |          |          |          |
| -    | Guy Reyntiens                 | Beau Soleil | Bèlgica      | DNF   | 10,00    | DQ       |          |          |          |
| -    | Pierre Dufour d'Astafort      | Castibalza  | França       | DNF   | 10,00    | DQ       |          |          |          |
| -    | Carl Høst Saunte              | Streg       | Dinamarca    | DNF   | DNF      |          |          |          |          |